# Marignac (Haute-Garonne)
Marignac ist eine französische Gemeinde mit 488 Einwohnern (Stand 1. Januar 2022) im Département Haute-Garonne in der Region Okzitanien. Die Einwohner werden Marignacais genannt. 
Der Name des Ortes dürfte vom lateinischen Wort marinus (Sumpf) herstammen.

## Geographie
Marignac liegt in einem Talkessel, 124 km von Toulouse, 30 km von Saint-Gaudens und 3 km von Saint-Béat entfernt, in der Nähe des Zusammenflusses von Garonne und Pique. Die französisch-spanische Grenze verläuft in ungefähr 3 km Entfernung. Direkt oberhalb des Ortes erhebt sich der Montcuq, im Süden der Pic du Burat (2.154 m), von dem aus ein Gewässer durch den Ort fließt, der Ruisseau de Marignac, auch Le Burat genannt. Das Bergpanorama wird außerdem noch vom Pic Saillant (1.785 m) und Pic du Gar (1.756 m) beherrscht.
Der Ort liegt an der Route nationale 125, der Bahnhof der SNCF heißt Marignac–Saint-Béat.

## Geschichte
Dank der Lage Marignacs im Flussgebiet der Garonne ist der Ort seit dem 10. Jahrhundert v. Chr. besiedelt. Die Garumner, Namensgeber der Garonne, eine Unterabteilung der Aquitania Novenpopulani („der neun aquitanischen Völker“), waren ein liguro-keltisches Volk. Die Römer benutzten die Marmorsteinbrüche der Umgebung und bauten deshalb eine Straße nach Lugdunum Convenarum (heute Saint-Bertrand-de-Comminges).
Im 12. Jahrhundert wurde die Gemeinde gegründet und war im Mittelalter Teil der Châtellenie des Frontignes (der Grenzbefestigungen) und der Comté de Comminges. 1268 erhielten die Bewohner einen Vertrag, der ihnen eine konsularische Verwaltung sowie die Nutzung der Berge als Holzlieferant und Viehweide erlaubte. 1312 konfiszierte Philipp der Schöne die Güter des Templerordens und der König von Frankreich war seitdem der Herr von Marignac.
Seit 2010 befindet sich in Marignac ein modern ausgerüstetes Centre de Secours et d’Incendie (Feuerwehr- und Rettungszentrale), da der Ort durch seine Lage an einer Talkreuzung ideal für Einsätze ist.
Die Einwohnerzahl stieg von 553 (1793) auf 831 (1846) bis 880 (1926) und fiel seither kontinuierlich auf 525 (2009). Im Ort befinden sich eine École maternelle (für 2–6-jährige Kinder) und eine École élémentaire (ab 6 Jahren, Beginn der Schulpflicht in Frankreich). Seit 1917 gab es hier das einzige Magnesiumwerk Frankreichs, das jedoch 2001 geschlossen wurde und nach mehreren Besitzwechseln zuletzt (2011) nur noch fünf Beschäftigte hatte.
Von 1914 bis 1952 verkehrte die elektrische Tramway de Marignac vom Bahnhof Marignac–Saint-Béat bis zur Grenze bei Luchon mit einer Streckenlänge von 15 km. 
Der Schriftsteller José-Maria de Heredia (1842–1905) hielt sich hier auf und schrieb dabei einige seiner Werke.
Der Theologe und Herausgeber Juan Luis Vives (1815–1900) ist auf dem Friedhof von Marignac begraben.
Am 23. Juli 2007 war Marignac Ziel der 15. Etappe der Tour de France.

### Bevölkerungsentwicklung
| Jahr                       | 1962 | 1968 | 1975 | 1982 | 1990 | 1999 | 2008 | 2017 |
| Einwohner                  | 633  | 745  | 685  | 624  | 537  | 505  | 520  | 484  |
| Quellen: Cassini und INSEE |      |      |      |      |      |      |      |      |

## Sehenswürdigkeiten
Die Pfarrkirche Sainte-Marie de Marignac stammt aus dem 12. Jahrhundert, sie war bis ins 19. Jahrhundert die Grabkapelle der ansässigen Adelsfamilien Pardaillan, Sicard de Miramont und der Grafen von Comminges.
Die ehemalige Tempelritter-Kapelle Saint Martin aus dem 10./11. Jahrhundert wurde 2005 renoviert. Sie war einer der Ordenssitze, die 1312 vom König konfisziert worden waren. Die drei Schlösser d'Espouy, Sacère und Lucien Saint, sowie ein Wachtturm aus gallorömischer Zeit (2003 wiederhergestellt) und die Befestigungen entlang der Pique (Rouziet, Caltefort, Moustajon, Castelvielh, Gouaux, Oô, Garin, Castelblancat) und der Garonne (Castech de Géry, Saint-Béat, Fos, Bezins, Eup, Chaum, Fronsac, Galié) sind Sehenswürdigkeiten in der näheren Umgebung. Die genannten Türme waren Teil einer Kette von Alarmanlagen, die die Sicherheit der Täler garantieren sollten. Die älteste Brücke der Ortschaft ist der Pont Saint-Laurent.
Der Stadtbrunnen von 1878 trägt den Namen Fontaine de Sabarrère oder Fontaine aux canards („Entenbrunnen“).

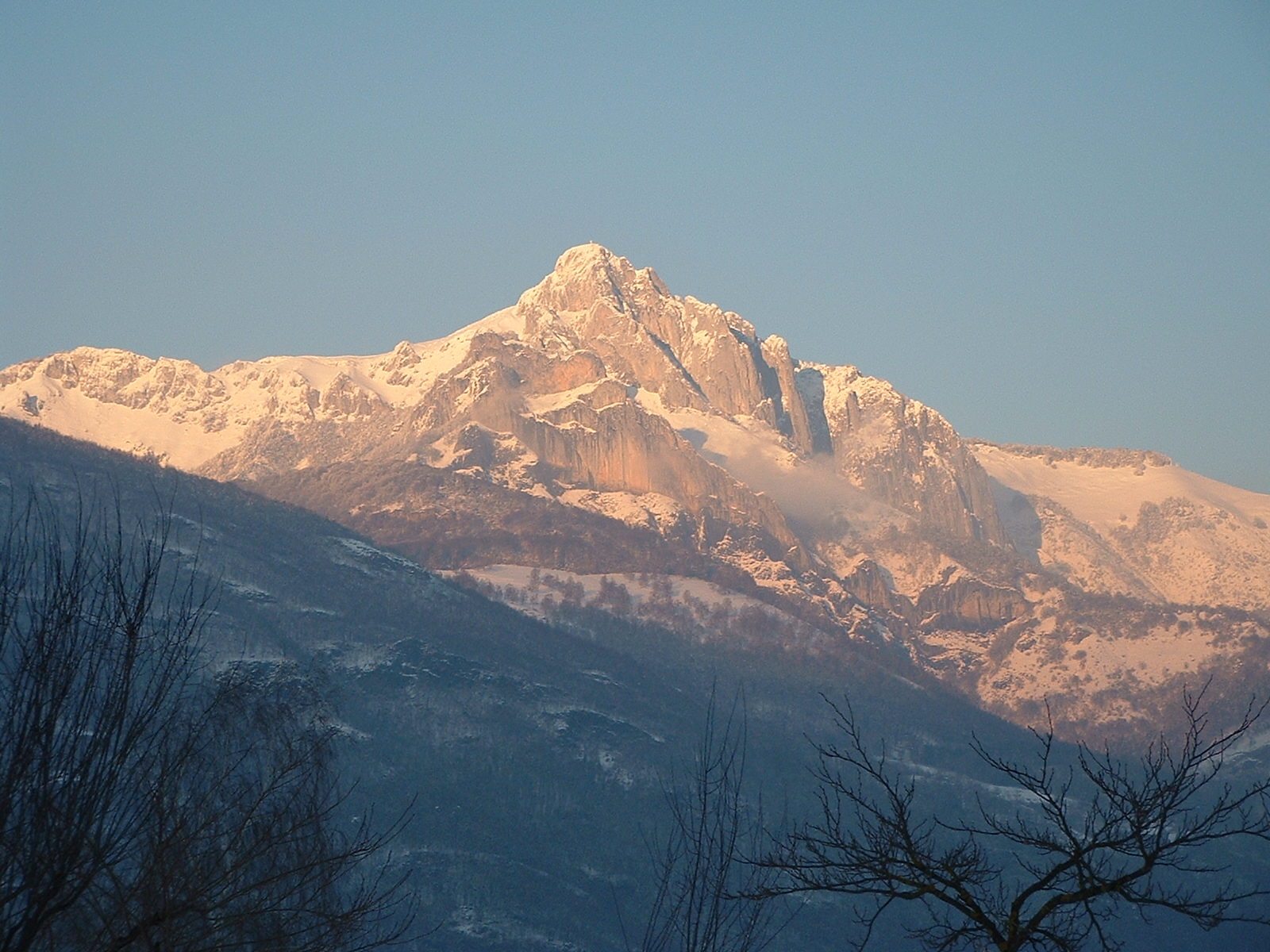
Pic du Gar von Marignac aus gesehen
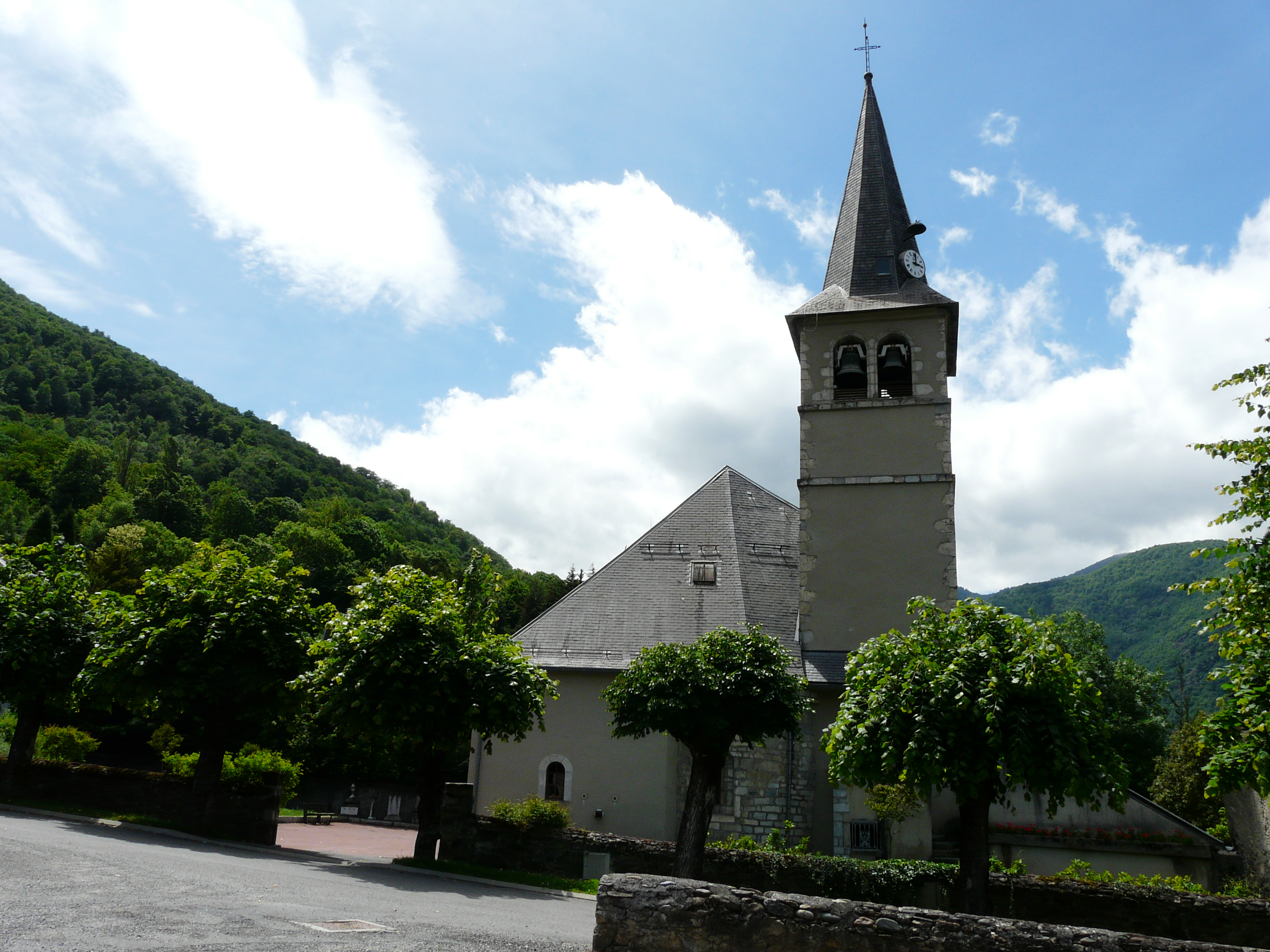
Sainte-Marie de Marignac
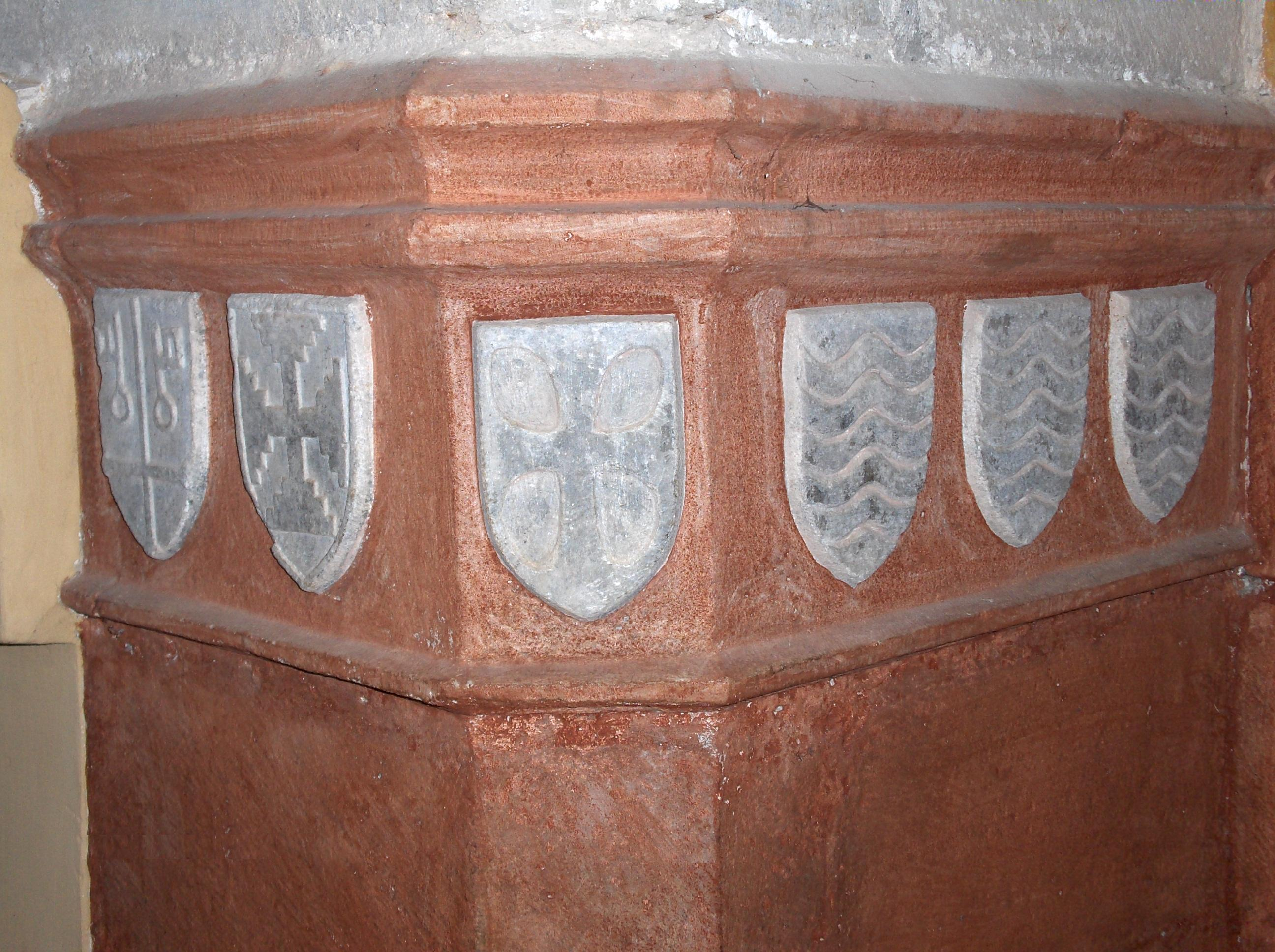
Wappen in Sainte-Marie de Marignac
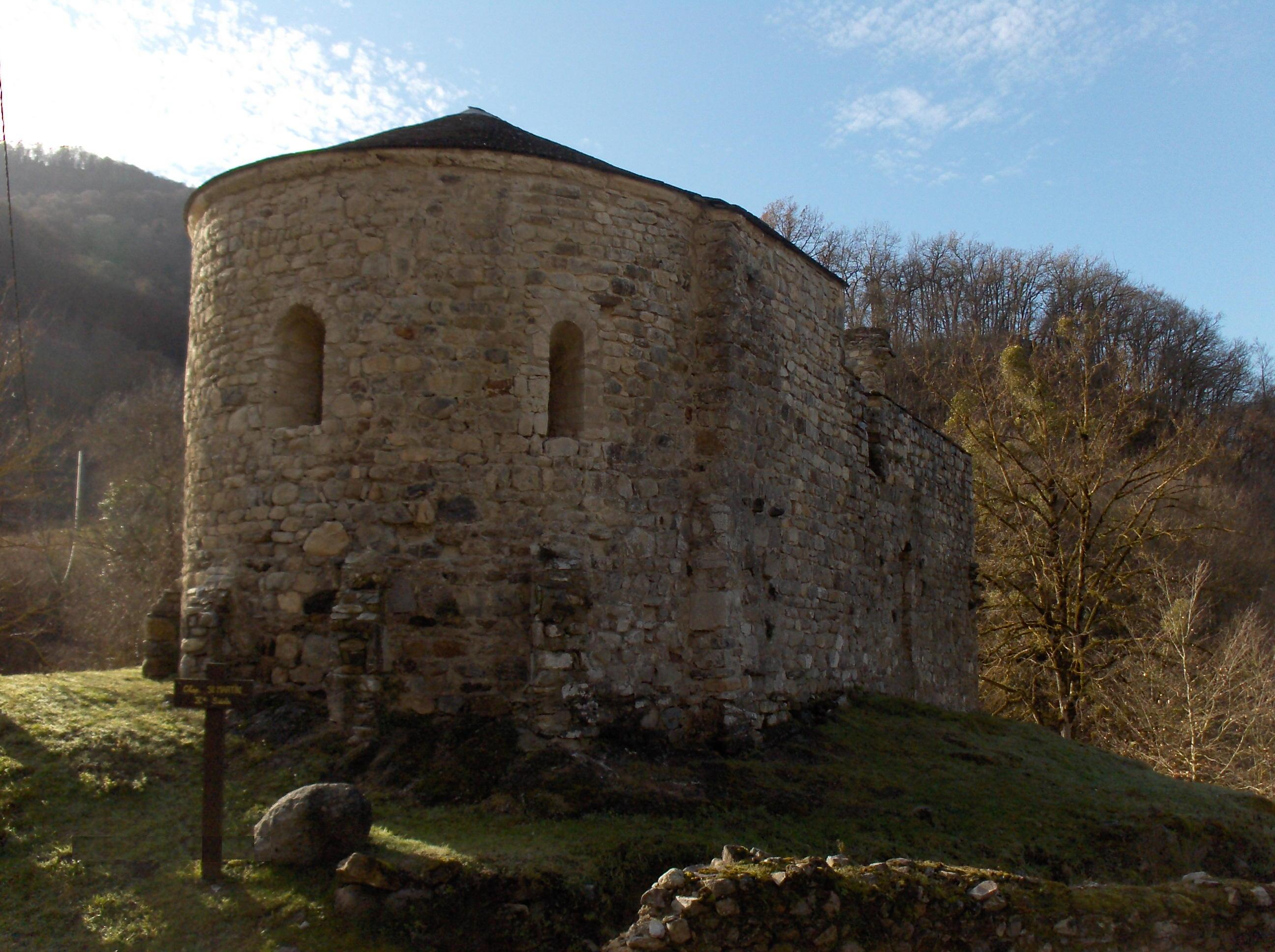
Chapelle Saint Martin de Marignac
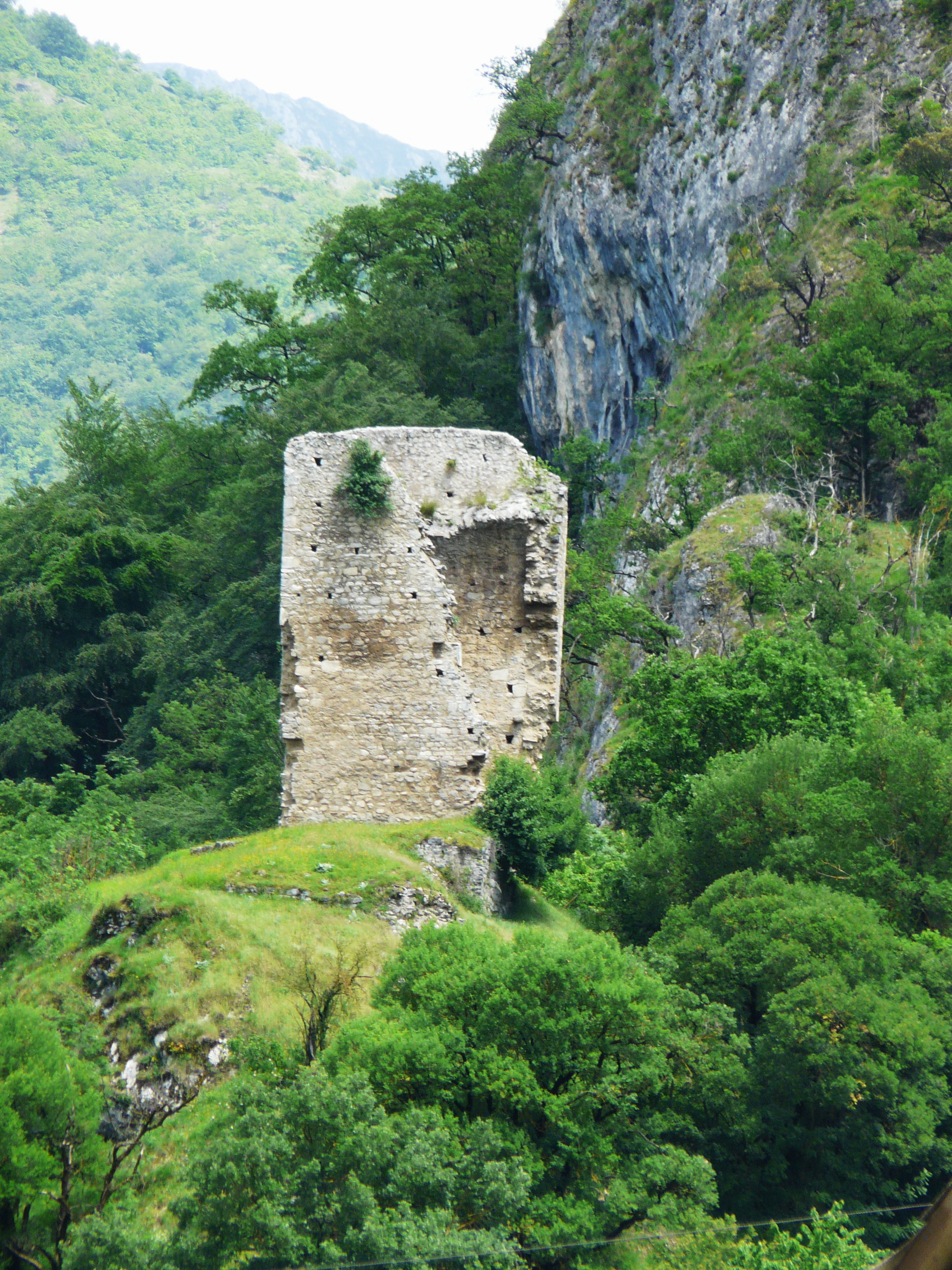
Signalturm
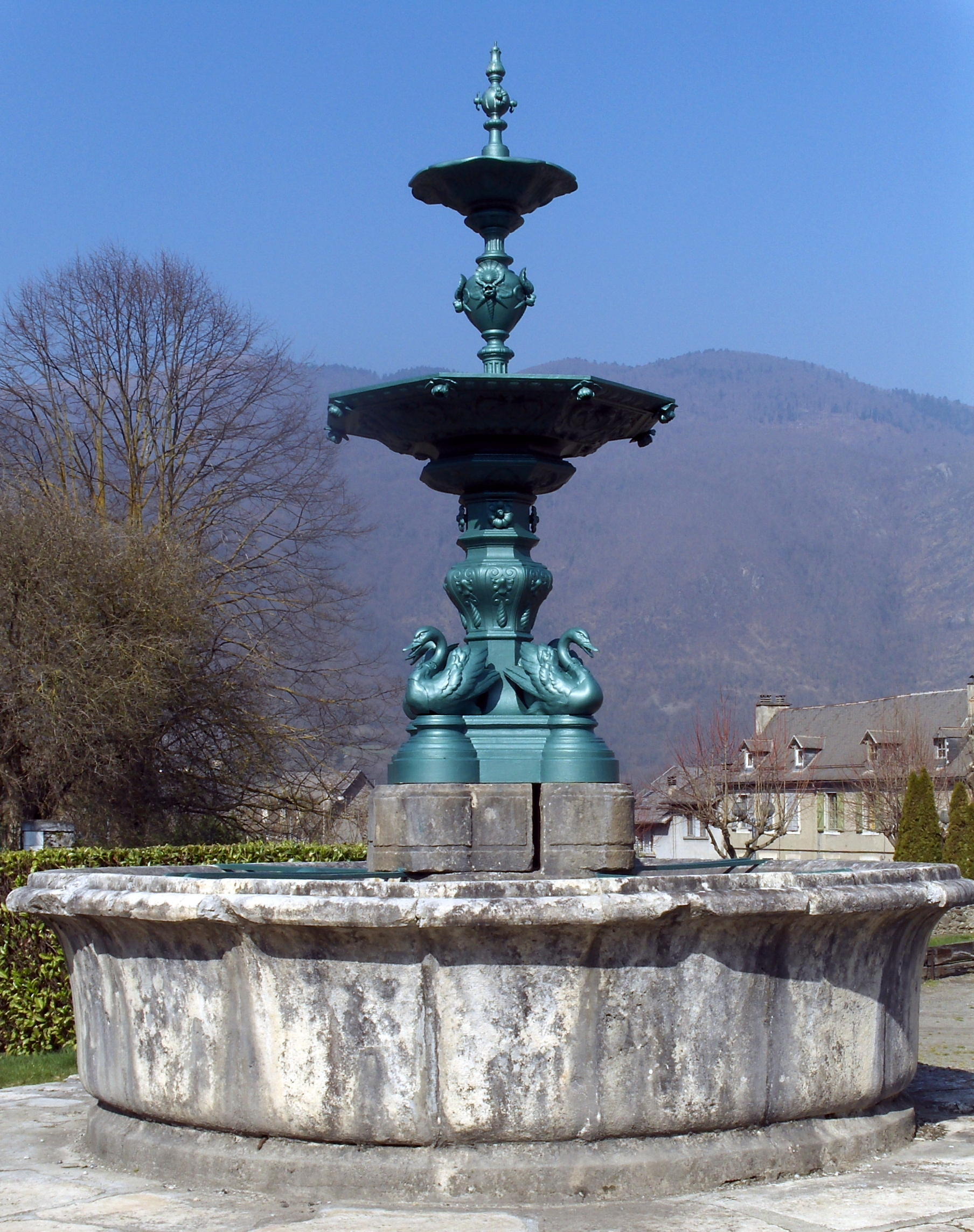
Fontaine de Sabarrère